# Буркина-Фасо на летних Олимпийских играх 2000
Буркина-Фасо принимала участие в Летних Олимпийских играх 2000 года в Сиднее (Австралия) в пятый раз за свою историю, но не завоевала ни одной медали. Страну представляли трое мужчин и одна женщина.

## Результаты соревнований

### Бокс
Спортсменов — 1
| Спортсмен | Категория | 1/16 финала          | 1/8 финала           | 1/4 финала           | Полуфинал            | Финал                |           |
| Спортсмен | Категория | Соперник и результат | Соперник и результат | Соперник и результат | Соперник и результат | Соперник и результат |           |
| --------- | --------- | -------------------- | -------------------- | -------------------- | -------------------- | -------------------- | --------- |
| Дрисса Ту | 60 кг     | -                    | Жером Тома Пор RSC   | Не прошёл            | Не прошёл            | Не прошёл            | Не прошёл |

### Дзюдо
Спортсменов — 1
Соревнования по дзюдо проводились по системе на выбывание. В утешительные раунды попадали спортсмены, проигравшие полуфиналистам турнира. Два спортсмена, одержавших победу в утешительном раунде, в поединке за бронзу сражались с проигравшими в полуфинале.
Мужчины
| Соревнование | Спортсмены    | Первый раунд                             | Второй раунд         | 1/8 финала           | Четвертьфинал        | Полуфинал            | Финал                | Место |
| Соревнование | Спортсмены    | Соперник Результат                       | Соперник Результат   | Соперник Результат   | Соперник Результат   | Соперник Результат   | Соперник Результат   | Место |
| ------------ | ------------- | ---------------------------------------- | -------------------- | -------------------- | -------------------- | -------------------- | -------------------- | ----- |
| до 81 кг     | Салифу Уминга | Цэнд-Аюушийн Очирбат (MGL) П 0001 — 1100 | Завершил выступление | Завершил выступление | Завершил выступление | Завершил выступление | Завершил выступление | —     |

### Лёгкая атлетика
Спортсменов — 2
Мужчины
| Спортсмен    | Вид   | Забег     | Забег | Полуфинал | Полуфинал | Четвертьфинал | Четвертьфинал | Финал     | Финал     |
| Спортсмен    | Вид   | Результат | Место | Результат | Место     | Результат     | Место         | Результат | Место     |
| ------------ | ----- | --------- | ----- | --------- | --------- | ------------- | ------------- | --------- | --------- |
| Идрисса Сану | 100 м | 10,60     | 7     | Не прошёл | Не прошёл | Не прошёл     | Не прошёл     | Не прошёл | Не прошёл |

Женщины
| Спортсмен  | Вид   | Забег     | Забег | Полуфинал | Полуфинал | Четвертьфинал | Четвертьфинал | Финал     | Финал     |
| Спортсмен  | Вид   | Результат | Место | Результат | Место     | Результат     | Место         | Результат | Место     |
| ---------- | ----- | --------- | ----- | --------- | --------- | ------------- | ------------- | --------- | --------- |
| Сара Тонде | 100 м | 12,56     | 8     | Не прошла | Не прошла | Не прошла     | Не прошла     | Не прошла | Не прошла |